# Stevenia flavocalyptrata
Stevenia flavocalyptrata là một loài ruồi trong họ Tachinidae.